# Ivo Lapenna
Ivo Lapenna (Split, 5 de noviembre de 1909 - Copenhague, 15 de diciembre de 1987) fue un esperantista y jurista de origen yugoslavo y nacionalidad británica. Fue uno de los principales dirigentes del movimiento esperantista a mediados del siglo XX, e influyó muy destacadamente en la estrategia de la Asociación Universal de Esperanto, de la que fue presidente durante muchos años.

## Vida
Lapenna nació en la ciudad de Split, en Croacia, perteneciente entonces al Imperio austrohúngaro. En 1933 se graduó en Derecho en Zagreb. Durante la Segunda Guerra Mundial, escapó de Zagreb y participó con un nombre falso a la resistencia contra el régimen de los ustachis. Tras la guerra se convirtió en profesor en 1947 en Zagreb. También participó en el Tratado de París en calidad de experto en derecho internacional en la delegación de Yugoslavia. Abandonó Yugoslavia en 1949, y se trasladó primero a París y 1951 a Gran Bretaña. En 1962 se convirtió en ciudadano británico. Murió en 1987 en Copenhague, donde está enterrado.
Su primera mujer fue Emilija Lapenna, la segunda Ljuba Lapenna, la tercera Birthe Lapenna (desde 1986). Ivo Lapenna no tuvo hijos.

## Actividad esperantista
Lapenna aprendió esperanto en 1928. Desde 1937 fue miembro del comité de la Asociación Universal de Esperanto (UEA) para Yugoslavia, y durante el Congreso Mundial de Esperanto en 1938 se convirtió en director de la Internacia Esperanto-Ligo como sucesor del austriaco Hugo Steiner. Lapenna participó en la fusión de la Internacia Esperanto-Ligo en UEA, donde de inmediato se unió a la junta de directores (donde permaneció hasta 1974).
De 1955 a 1964 fue secretario general, un cargo nuevo creado para él. En 1964 fue nombrado presidente.
Lapenna impulsó el trabajo ante los organismos internacionales, y a él se debe en gran parte el éxito de la resolución de la UNESCO en 1954 favorable al esperanto, el nuevo Estatuto de 1955 y CED, un centro de investigación que fundó en 1952. También promovió una campaña para promover el esperanto en la ONU, que se saldó con un fracaso.
En 1974, en el congreso de Hamburgo, Lapenna no fue reelegido como presidente, y el gobierno de UEA pasó a una generación más joven, con el norteamericano Humphrey Tonkin como presidente. Lapenna denunció los hechos como una especie de "golpe de estado comunista", considerando que la Asociación había perdido su neutralidad.
En 1976 fundó el NEM (Neŭtrala Esperanto-Movado), un intento de alternativa a la UEA, que reunió a sus partidarios, pero con un éxito modesto, y que no sobrevivió a la muerte de Lapenna. 
Lapenna influyó mucho en la estrategia y también en la práctica del movimiento esperantista. Un notable orador, sus discursos son aun hoy tomados como ejemplo de expresión oral en esperanto.

## Obras
En esperanto:
- Retoriko, 1950 y ediciones posteriores, sobre retórica.
- Faktoj pri la Internacia Lingvo (1952), hechos sobre la lengua internacional
- Principaro de Frostavallen, directrices para la comunicación, (1956)
- Esperanto en perspektivo (1974), escrito con Ulrich Lins (historia) y Tazio Carlevaro (literatura).
- Hamburgo en retrospektivo (1975/1977), sobre su interpretación de su sustitución

En otros idiomas (extracto):
- Historia de la diplomacia, en croata, 1949.
- State and Law: Soviet and Yugoslav Theory, Londres 1964.
- Soviet Penal Policy. A Background Book, Londres, Sídney, Toronto 1968.